# Fifth Avenue (New York)

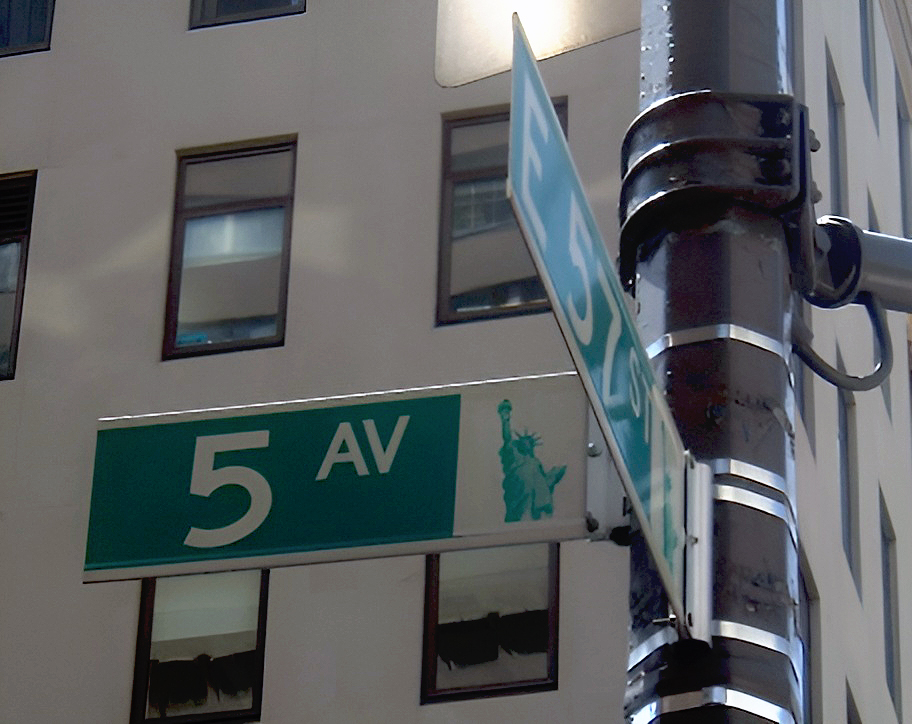
Straatnaambordje van Fifth Avenue

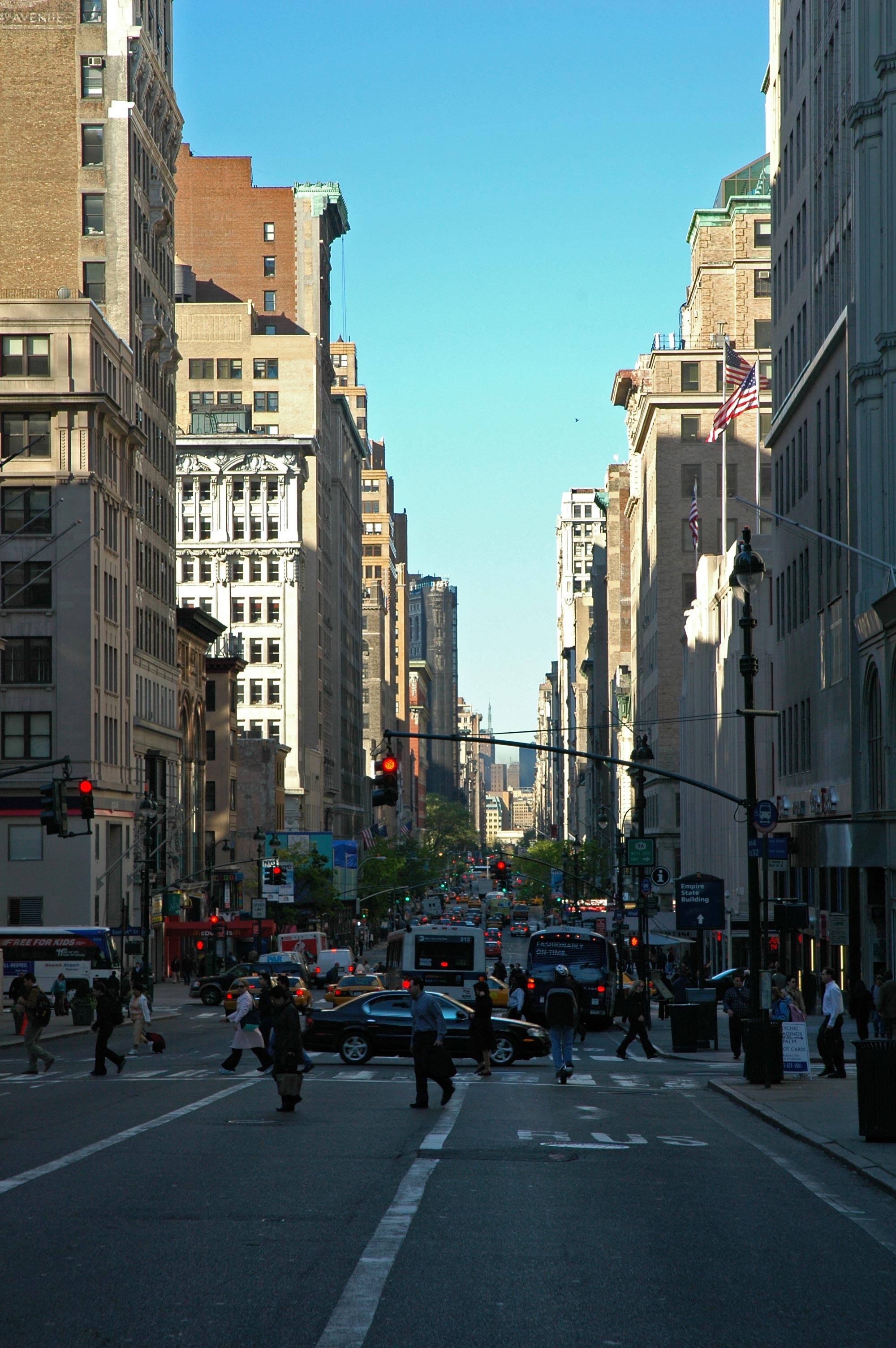
Fifth Avenue in zuidelijke richting

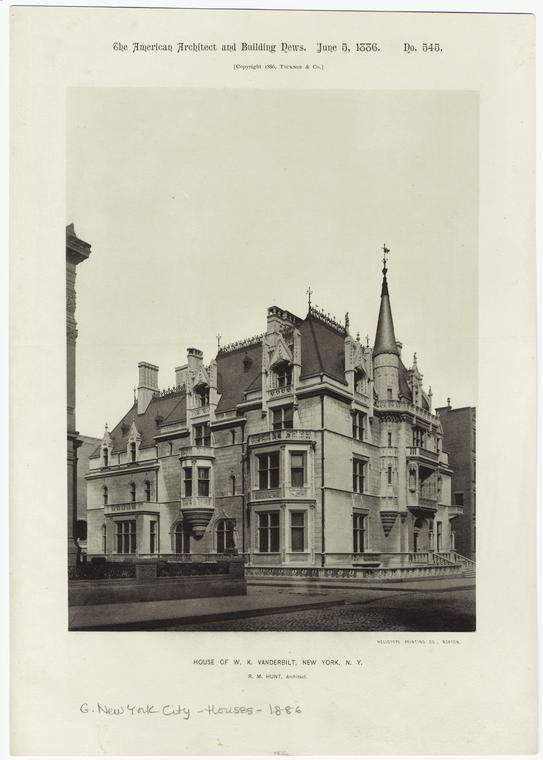
Het huis van de Vanderbilts aan de Millionaire's Row rond 1900

Fifth Avenue is een van de beroemde straten van New York en een chique winkelstraat.
Fifth Avenue doorkruist Manhattan van zuid naar noord, zoals de andere avenues in de stad. Het is van het oosten geteld de vijfde van de grote avenues op het eiland. Fifth Avenue is de scheidingslijn voor de van het oosten naar het westen lopende streets op te delen in oostelijke en westelijke straten. Het is aan het kruispunt met Fifth Avenue dat bv. East 59th Street overgaat in West 59th Street. De huisnummers in die straten loopt ook op vanaf 5th Av. Hoe lager de huisnummers in adressen van Streets in Manhattan, hoe dichter ze dus bij 5th Av liggen.
Het is de duurste winkelstraat van de wereld met in 2014 een huurprijs van bijna € 30.000 per m² per jaar. Onder meer bevinden zich daar de kledingzaken Saks, Bendel, Fendi, Versace en Gucci en de juweliers Cartier, Tiffany en Bulgari en een zogenaamde flagshipstore van een Apple Retail Store.
Ook bevindt zich daar het Empire State Building, Metropolitan Museum of Art en de door wolkenkrabbers omsloten St. Patrick's Cathedral. De straat wordt vaak gebruikt voor parades en optochten.

## Route
Fifth Avenue strekt zich van het noorden van Washington Square Park door Greenwich Village, Midtown, Upper East Side, Spanish Harlem en Harlem.

## Bezienswaardigheden
Er bevinden zich veel bekende gebouwen en plaatsen langs Fifth Avenue in Midtown en the Upper East Side. Aan het begin van Fifth Avenue, in het Washington Square Park, staat een marmeren boog voor George Washington. In Midtown bevinden zich het Empire State Building, de New York Public Library, 500 Fifth Avenue, het Rockefeller Center, en de St. Patrick's Cathedral.
Het gedeelte van Fifth Avenue vanaf de 80th Streets tot de 90th Streets (van 82nd Street tot 105th Street) heeft genoeg musea om de bijnaam Museum Mile te dragen. Onder andere bevinden zich daar het Solomon R. Guggenheim Museum en het Metropolitan Museum of Art.

## Trivia
- De Belg Edward De Smedt, een van de uitvinders van asfalt, heeft een stuk van de Fifth Avenue als eerste straat bekleed met berijdbaar asfalt in 1872.[2]
- Het gebied rond Central Park stond vroeger bekend als Millionaire's Row, aangezien de rijksten van New York daar hun huizen bouwden.